# Дроздово (Ґрифицький повіт)
Дроздово (пол. Drozdowo, нім. Hohen Drosedow) — село в Польщі, у гміні Карниці Ґрифицького повіту Західнопоморського воєводства.
Населення — 86 осіб (2011).
У 1975-1998 роках село належало до Щецинського воєводства.

## Демографія
Демографічна структура станом на 31 березня 2011 року:
|          | Загалом | Допрацездатний вік | Працездатний вік | Постпрацездатний вік |
| -------- | ------- | ------------------ | ---------------- | -------------------- |
| Чоловіки | 47      | 8                  | 29               | 10                   |
| Жінки    | 39      | 3                  | 26               | 10                   |
| Разом    | 86      | 11                 | 55               | 20                   |